# Algirós
Algirós és un districte de la ciutat de València. Construït sobre l'horta regada per la séquia del mateix nom. Està situat, aproximadament, entre l'avinguda d'Aragó, el carrer Serradora i el carrer Sants Just i Pastor. El Districte Municipal d'Algirós abasta, a més d'aquesta àrea, la situada al nord de l'avinguda dels Tarongers fins al límit del terme municipal.

## Subdivisió i població
La població del districte és distribuïda entre els barris així:
- L'Illa Perduda: 8.874 habitants
- Ciutat Jardí: 12.315 habitants
- L'Amistat: 7.399 habitants
- La Bega Baixa: 5.807 habitants
- La Carrasca: 3.454 habitants

## Història

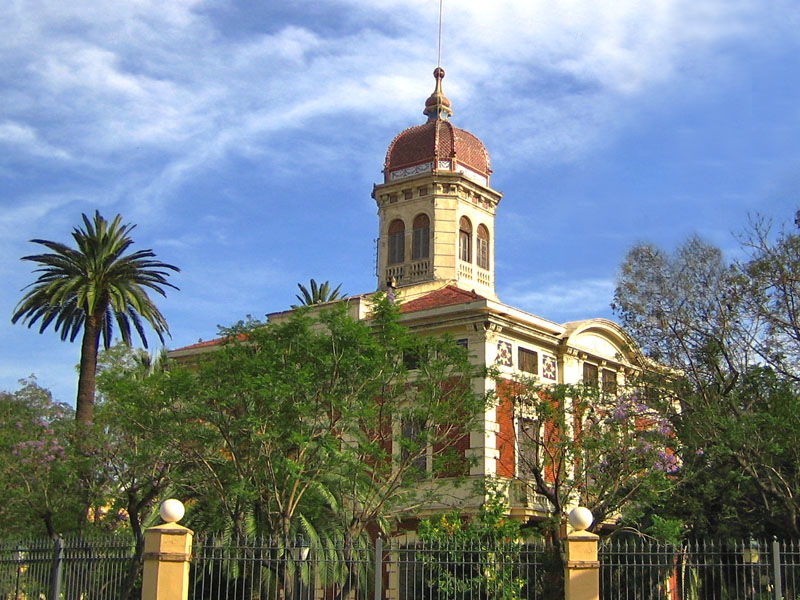
Palauet d'Aiora, situat a la fita amb el districte de Camins al Grau.

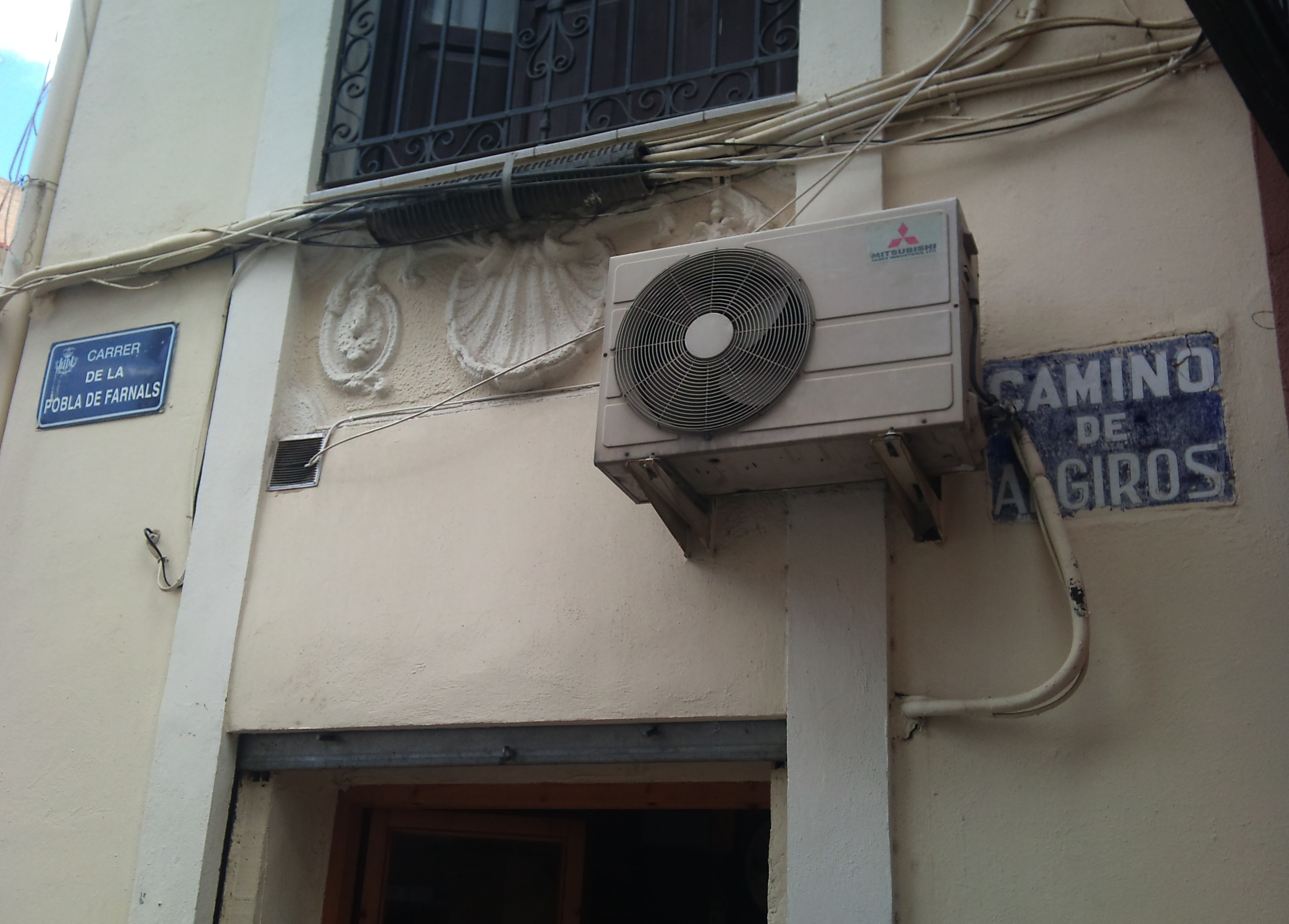
Antiga senyalització del Camí d'Algirós, a un carrer de la Ciutat de València.

L'horta d'Algirós a penes va estar poblada fins al segle xx; tan sols vivien en ella els habitants de les disperses cases de camp que n'hi havia, majoritàriament llauradors. Fins al segle xix no es van registrar en aquesta àrea successos de certa rellevància històrica, com que s'hi van establir en 1812 algunes tropes del Mariscal Suchet en la invasió francesa de València. També cal destacar l'aparició de les vies de València a Tarragona, i amb això l'estació del Cabanyal, el 1862, i la construcció de l'estació de la Companyia Central d'Aragó el 1910 al lloc que actualment és l'avinguda d'Aragó. Anys abans, el 1900, es va acabar el Palauet d'Aiora, el jardí del qual es va ampliar posteriorment fins a la seua extensió actual. També es va construir a Algirós el primer camp de futbol del València CF, el Camp d'Algirós, que fou inaugurat el 7 de desembre de 1919 darrere de les casernes de cavalleria de l'Albereda. Aquest terreny de joc es va utilitzar fins a la inauguració del Mestalla el 1923, a uns 500 metres al nord de l'antic.
La urbanització de l'Horta va començar el 1928, amb la construcció del barri de l'Amistat, el qual va ser poblat fonamentalment per ferroviaris i tramviers. Però la ràpida ocupació de l'horta va començar quan es va establir definitivament el traçat del passeig de València al Mar, l'actual avinguda de Blasco Ibáñez. Entre 1955 i 1962 es van construir els blocs del barri de l'Illa Perduda, així anomenats popularment perquè per aquell temps estaven aïllats enmig del camp. El 1968 es va acabar l'Institut d'Ensenyament Mitjà Sorolla al final de l'extinta Senda Albors, que va començar a tindre alumnes en el curs 1967/68, amb l'edifici encara en obres. A partir dels setanta, la febre urbanitzadora va construir en l'horta, del qual encara quedaven petits vestigis pels volts del 90 i fins i tot en 2006, any en què una església va cobrir l'últim tros del camí d'Algirós, proper a l'encreuament entre els carrers del Poeta Andrés Cabrelles i de Campoamor.

## El mercat d'Algirós
El mercat d'Algirós és un edifici de la segona meitat del segle xx molt a la vora de l'avinguda del Cardenal Benlloch. El mercadet es fa als carrers al voltant de l'edifici, cada dilluns. Irònicament el mercat es troba a la Plaça de Sant Felip Neri, al barri d'Albors dels Camins al Grau.

## Geografia física

### La séquia d'Algirós
Algirós no va sorgir d'un antic nucli de població com altres barris (Benimaclet, Campanar, Benicalap, Russafa), sinó de l'expansió de la ciutat cap a l'est sobre l'horta. El seu nom deriva de l'àrab al-zurûb, que significa "la canal"; així anomenaven els àrabs a la ramificació de la séquia de Mestalla que, des dels actuals Jardins del Real, arribava fins al poblat del Cabanyal amb un traçat sinuós. Algirós és una de les poques séquies importants que apareixen anomenades al Llibre del Repartiment, document que especifica les donacions de terrenys del Regne de València després de la seua conquesta per Jaume I.

### El camí d'Algirós
Amb un traçat pròxim a la séquia d'Algirós existia un camí d'origen medieval que va adoptar el mateix nom. Aquesta antiga via arrancava des de la llera del Riu Túria a l'altura de l'actual pont de l'Exposició (popularment conegut com "La Peineta" o "Pont de Calatrava"), i recorria l'horta amb nombroses corbes fins a endinsar-se al Cabanyal en un punt proper a l'antiga estació de tren d'aquest barri. El camí d'Algirós també va rebre el nom de "camí nou", com testifica un plànol del Pare Tosca del segle xviii, en referència que era més modern que el camí vell del Grau i el camí fons del Grau. Paradoxalment, també se li va anomenar "camí vell del Cabanyal", ja que el camí del Cabanyal, situat més al nord, va sorgir posteriorment.